# Yann Kermorgant
Yann Kermorgant, né le 8 novembre 1981 à Vannes, est un footballeur français qui évolue au poste d'attaquant, entre 2002 et avril 2020.
Il a évolué de 2007 à 2009 au Stade de Reims, avec lequel il ne reconduit pas son contrat à la suite de la relégation du club. Fin août 2009, il signe avec le club anglais de Leicester City. En juillet 2010, il est prêté pour une saison par le club anglais à l'AC Arles-Avignon.

## Biographie
Victime d'une leucémie à l'âge de quatorze ans, au moment où il intègre le centre de formation du Stade rennais, sa carrière est stoppée durant quatre ans.
Après deux saisons pleines en Ligue 2 avec Grenoble Foot, il signe au Stade de Reims à l'été 2007. Lorsque Luis Fernandez devient l'entraîneur du club rémois en janvier 2009, il confie le brassard de capitaine à l'attaquant, auteur d'une belle première partie de saison, au détriment d'Alexandre Barbier. Il termine la saison sur un bilan de neuf buts et neuf passes décisives, qui lui fait espérer un temps un contrat en Ligue 1. Handicapé par une blessure, il n'y parvient finalement pas. 
En août 2009, il décide de tenter l'aventure outre-manche en signant un contrat de six mois avec le club de Leicester City, promu en Championship (D2 anglaise), où il rejoint le Français Dany N'Guessan. En décembre 2009, son contrat est prolongé de deux saisons et demie. Alors qu'il n'est pas parvenu à s'imposer comme titulaire, son club obtient de bons résultats au point de disputer les barrages pour la montée en Premier League. En demi-finale, Leicester et Cardiff City ne parviennent pas à se départager et doivent s'affronter en séance de tirs au but. Kermorgant, rentré en jeu à la 90e minute, tente lors d'un tir décisif une panenka arrêtée par le gardien adverse, qui condamne ses coéquipiers. Le Français est désigné par les supporters comme le responsable de la défaite, à tel point qu'un départ est envisagé. Il est alors prêté pour un an à l'AC Arles-Avignon. Rentré à Leicester à l'intersaison, il est laissé libre par son club et recruté par  Charlton Athletic.
Arrivé à Charlton, son nouvel entraîneur Chris Powell loue sa « puissance dans le jeu aérien et […] ses bonnes qualités en finition ».
Le 31 janvier 2014, il rejoint Bournemouth. Avec ses 15 buts en 38 apparitions, il est un des acteurs majeurs de la montée du club en Premier League au terme de la saison 2014-2015. Néanmoins, il perd sa place dans l'élite anglaise, ne disputant que sept matchs de championnat avant de retrouver le Championship en rejoignant le Reading FC le 20 janvier 2016.
En avril 2016, il fait partie d'une liste de 58 joueurs sélectionnables en équipe de Bretagne, dévoilée par Raymond Domenech qui en est le nouveau sélectionneur.
Après avoir quitté Reading en juillet 2018, Yann Kermorgant revient en France et s'engage avec Vannes (National 2), club avec lequel il s'entraînait depuis la fin de son aventure anglaise.
Le 21 avril 2020, il annonce qu'il met un terme à sa carrière, après une dernière saison arrêtée, en raison de la pandémie de maladie à coronavirus.

## Statistiques
| Saison     | Club                    | Championnat    | Championnat | Championnat | Coupe nationale | Coupe nationale | Coupe de la Ligue | Coupe de la Ligue | Football League Trophy | Football League Trophy | Play-offs | Play-offs | Total | Total |
| Saison     | Club                    | Division       | M.          | B.          | M.              | B.              | M.                | B.                | M.                     | B.                     | M.        | B.        | M.    | B.    |
| 2005-2006  | Grenoble Foot 38        | Ligue 2        | 26          | 6           | 3               | 3               | 1                 | 0                 | -                      | -                      | -         | -         | 30    | 9     |
| 2006-2007  | Grenoble Foot 38        | Ligue 2        | 32          | 10          | 3               | 0               | 1                 | 0                 | -                      | -                      | -         | -         | 36    | 10    |
| 2007-2008  | Stade de Reims          | Ligue 2        | 33          | 4           | 3               | 4               | 1                 | 0                 | -                      | -                      | -         | -         | 37    | 8     |
| 2008-2009  | Stade de Reims          | Ligue 2        | 34          | 9           | 1               | 1               | 1                 | 0                 | -                      | -                      | -         | -         | 36    | 10    |
| 2009-2010  | Leicester City          | Championship   | 20          | 1           | 2               | 0               | 1                 | 0                 | -                      | -                      | 2         | 0         | 25    | 1     |
| 2010-2011  | AC Arles-Avignon (prêt) | Ligue 1        | 26          | 3           | 1               | 1               | 1                 | 0                 | -                      | -                      | -         | -         | 28    | 4     |
| 2011-2012  | Charlton Athletic       | League One     | 36          | 12          | 2               | 0               | -                 | -                 | 1                      | 0                      | -         | -         | 39    | 12    |
| 2012-2013  | Charlton Athletic       | Championship   | 32          | 12          | 1               | 0               | -                 | -                 | -                      | -                      | -         | -         | 33    | 12    |
| 2013-2014  | Charlton Athletic       | Championship   | 21          | 5           | 2               | 3               | 1                 | 0                 | -                      | -                      | -         | -         | 24    | 8     |
| 2013-2014  | AFC Bournemouth         | Championship   | 16          | 9           | -               | -               | -                 | -                 | -                      | -                      | -         | -         | 16    | 9     |
| 2014-2015  | AFC Bournemouth         | Championship   | 38          | 15          | 2               | 2               | 2                 | 0                 | -                      | -                      | -         | -         | 42    | 17    |
| 2015-2016  | AFC Bournemouth         | Premier League | 7           | 0           | 1               | 0               | 3                 | 1                 | -                      | -                      | -         | -         | 11    | 1     |
| 2015-2016  | Reading FC              | Championship   | 17          | 3           | -               | -               | -                 | -                 | -                      | -                      | -         | -         | 17    | 3     |
| 2016-2017  | Reading FC              | Championship   | 42          | 18          | 1               | 0               | 2                 | 0                 | -                      | -                      | 3         | 1         | 48    | 19    |
| 2017-2018  | Reading FC              | Championship   | 25          | 2           | 2               | 0               | -                 | -                 | -                      | -                      | -         | -         | 27    | 2     |
| 2018-2019  | Vannes OC               | National 2     | .           | .           | .               | .               | -                 | -                 | -                      | -                      | -         | -         | 0     | 0     |
| 2019-2020  | Vannes OC               | National 2     | .           | .           | .               | .               | -                 | -                 | -                      | -                      | -         | -         | 0     | 0     |
| Sous-total | Sous-total              | Sous-total     | 405         | 108         | 24              | 14              | 14                | 1                 | 1                      | 0                      | 5         | 1         | 449   | 124   |

## Palmarès
- Charlton Athletic
  - Champion d'Angleterre de D3 en 2012.

- AFC Bournemouth
  - Champion d'Angleterre de D2 en 2015.